# Kinderkankerfonds
Het Kinderkankerfonds, voluit Kinderkankerfonds VZW, is een Belgisch steunfonds, ontstaan in 1985 binnen de Kinderkankerafdeling van het Universitair Ziekenhuis te Gent op initiatief van doctor Yves Benoit, een van de behandelaars daar.
De officiële start van het Kinderkankerfonds vond plaats op 2 juni 1988 met de verschijning van de statuten in het Belgisch Staatsblad. Ondertussen was het een Vereniging zonder winstoogmerk (vzw) geworden. Kom op tegen Kanker werd een belangrijke sponsor van de vereniging.
De organisatie neemt initiatieven om het lot van kinderen met kanker te verbeteren. Naast materiële hulp in de vorm van speelgoed, televisies en dergelijke, is er professionele hulp aan kinderen met kanker en hun familie.
Sinds 1992 kent het fonds een thuiszorgproject genaamd 'Kinder Oncologische Eenheid voor Specifieke Thuiszorg En Rehabilitatie' (KOESTER). Dit biedt multidisciplinaire begeleiding bij thuisverpleging.